# Der Bauch von Paris
Der Bauch von Paris (franz: Le Ventre de Paris) ist ein 1873 erschienener Roman von Émile Zola und der 3. Teil des zwanzigbändigen Rougon-Macquart-Zyklus. Die Handlung vollzieht sich größtenteils auf dem zentralen Markt Les Halles von Paris. Die während des zweiten Kaiserreiches errichteten Markthallen mit ihrer Glas-Stahl-Konstruktion werden als Meilensteine des Fortschritts dargestellt. Zola beschreibt das Milieu des Einzelhandels und setzt sich erstmals mit der Lebenswirklichkeit der arbeitenden Klasse auseinander. 

## Handlung

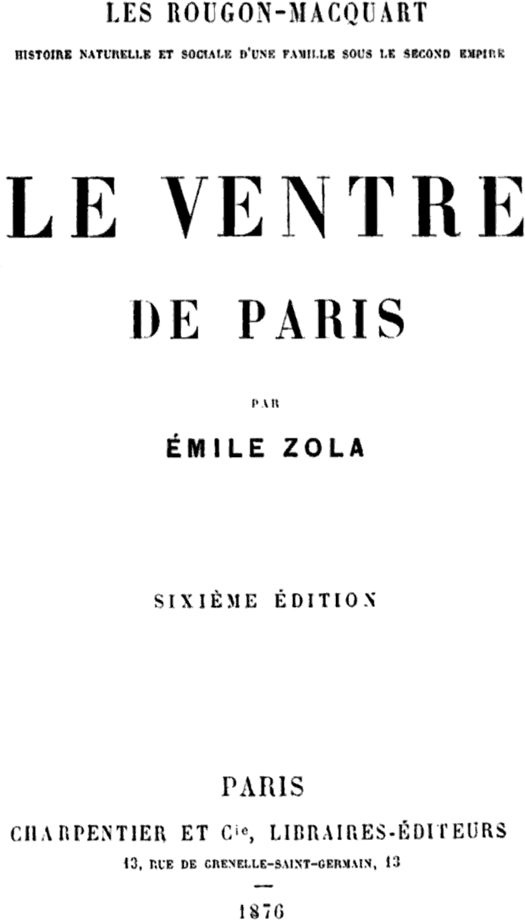
Titelseite einer Ausgabe aus dem Jahre 1876

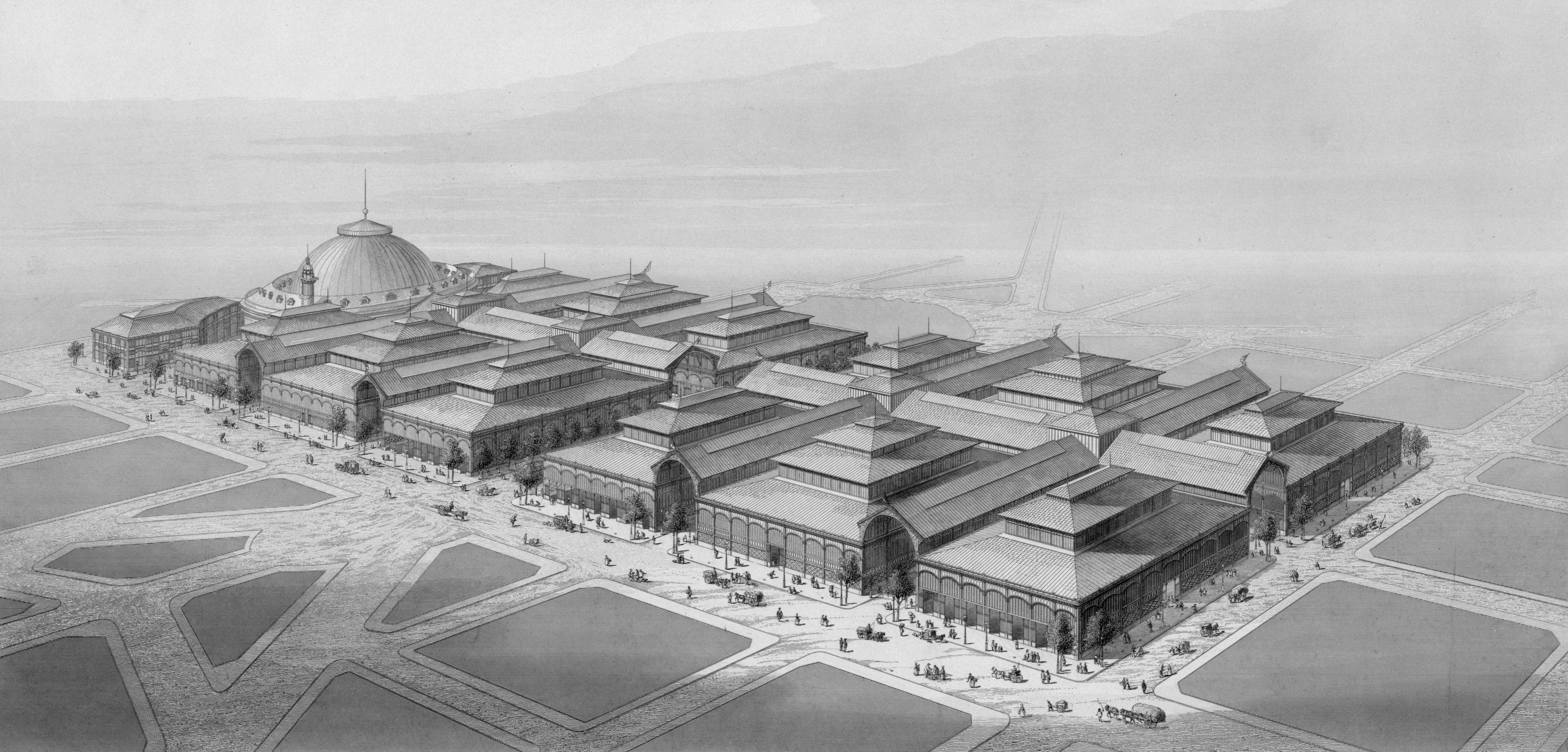
Entwurf der Pariser Markthallen aus dem Jahr 1863 von Victor Baltard

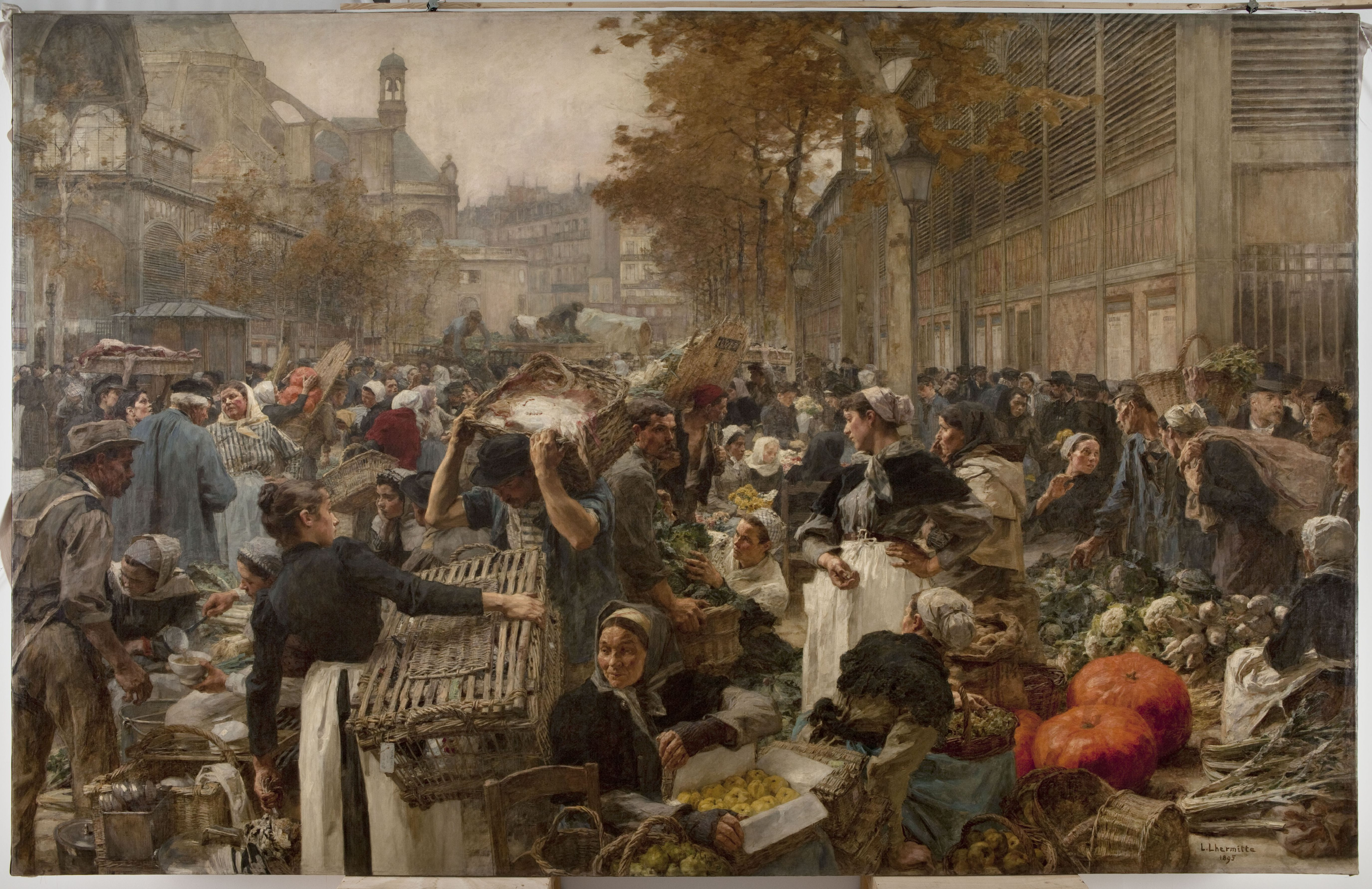
Les Halles, Gemälde von Léon Lhermitte aus dem Jahre 1895.

Die Hauptfigur ist Florent, der im Verlauf des Staatsstreiches von 1851 verhaftet, unschuldig in eine Strafkolonie geschickt wurde und dem schließlich die Flucht gelang.
Die Handlung setzt mit seiner Rückkehr nach Paris ein. Er findet Unterkunft bei seinem Bruder Quenu und dessen Frau Lisa, die gemeinsam einen Fleischerladen betreiben. Besonders auf Wunsch von Lisa nimmt er einen Posten als Inspektor in den Fischhallen an. Florent entwickelt sich zum Anführer eines Kreises, der dilettantisch einen Aufstand plant, der zur Wiederherstellung der Republik führen soll. Florent unterrichtet den Sohn einer Fischhändlerin, der schönen Normande, im Lesen und Schreiben. Sie strebt eine Liaison mit ihm an, doch Florent geht nicht darauf ein. Zwischen der schönen Normande und Lisa Quenu entsteht eine Feindschaft. Florent gerät dabei zwischen die Fronten. Schließlich werden er und sein Mitverschwörer Gavard verhaftet.
Am Ende erfährt der Leser, dass viele Personen aus seinem Umfeld Florent unabhängig voneinander denunziert haben, u. a. die Frau seines Bruders, die Normande und ein Mitglied der Verschwörerbande. Der Maler Claude Lantier, Held des späteren Romans Das Werk, nimmt die Rolle eines passiven Beobachters ein. Der Roman ist reich an impressionistischen Schilderungen, von denen die eines Käseladens die berühmteste ist. Diese Passage wird als „Käse-Symphonie“ bezeichnet:
Rings um die drei stanken die Käse. Im Hintergrund reihten sich auf den beiden Wandbrettern des Ladens riesige Butterklumpen aneinander: Butter aus der Bretagne in Körben quoll über; die in Leinwand gewickelte Butter aus der Normandie ähnelte den ersten Entwürfen von Bäuchen, über die ein Bildhauer feuchte Tücher geworfen hat; andere Klumpen, die angerissen und mit breiten Messern zu spitzen Felsen voller Täler und Brüche geschnitten waren, wirkten wie eingefallene, von der Blässe eines Herbstabends vergoldete Gipfel. Unter den Auslagentisch aus rotem, graugeädertem Marmor setzten Eierkörbe ein Kreideweiß; und in Kisten bildeten die auf Strohhürden dicht an dicht gelegten Bondons und die wie Medaillen flach angeordneten Gournaykäse dunklere, mit grünlichen Tönen gefleckte Flächen. Aber vor allem auf dem Tisch stapelten sich die Käse. Neben Pfundstücken Butter in Runkelblättern breitete sich ein riesiger, gleichsam von Axthieben gespaltener Auvergnerkäse; dann kamen ein goldfarbener Chesterkäse, ein Schweizerkäse, der einem von einem Barbarengefährt abgefallenen Rade glich, und Edamer, rund wie abgeschlagene Köpfe, mit angetrocknetem Blut beschmiert und hart wie hohle Schädel, weswegen sie Totenköpfe heißen. Ein Parmesankäse brachte in diese Schwere gekochten Breis seine Prise aromatischen Dufts. Drei Briekäse auf runden Brettern hatten die Schwermut glanzloser Monde; zwei, die sehr trocken waren, bildeten Vollmonde; der dritte war im zweiten Viertel und lief, entleerte sich von weißer Sahne, die sich zu einem See ausgebreitet hatte und die dünnen Brettchen einriß, mit denen vergeblich versucht worden war, ihn zusammenzuhalten. Port-Saluts, die antiken Diskusscheiben glichen, zeigten als Inschrift den aufgedruckten Namen der Fabrikanten. Ein in sein Silberpapier gekleideter Romadur vermittelte das Trugbild einer Nougatstange, eines gezuckerten Käses, der sich unter diese scharfen Gärungen verirrt hatte. Auch die Roqueforts unter ihren Kristallglocken setzten fürstliche Mienen auf, marmorierte und feiste, blau und gelb geäderte Gesichter, gleichsam von einer schändlichen Krankheit reicher Leute angegriffen, die zu viel Trüffeln gegessen haben, während daneben in einer Schüssel harte, leichte graue, kinderfaustgroße Ziegenkäse an Kiesel erinnerten, die die Böcke, wenn sie ihre Herde führen, an den Biegungen der steinigen Pfade ins Rollen bringen. Dann begannen die Stinkerkäse: die hellgelben, süßlich stinkenden Mont-d'or-Käse; die sehr dicken, an den Rändern gequetschten Troyes-Käse von bereits kräftigerer Schärfe, die einen Gestank nach feuchtem Keller hinzufügten; die Camemberts mit dem strengen Duft zu lange abgehangenen Wildbrets; die viereckigen Neufchâteller, Limburger, Marolles und Pont-l'Evêques brachten jeder seine grelle und besondere Note in diesen bis zur Übelkeit herben Tonsatz; die Livarots, die rot gefärbt und in der Kehle furchtbar waren wie Schwefeldampf; schließlich dann über allen anderen die Olivets, die in Nußbaumblätter gewickelt waren gleich dem in der Sonne dampfenden Aas, das die Bauern am Rand eines Feldes mit Zweigen zudecken. Der heiße Nachmittag hatte die Käse erweicht. Der Schimmel der Rinden schmolz, überzog sich mit den üppigen Tönen von rotem Kupfer und Grünspan gleich schlechtgeschlossenen Wunden. Unter den Eichenblättern hob ein Hauch die Haut der Olivets, die wie eine Brust schlug beim langsamen und weiten Atem eines schlafenden Menschen. Eine Woge von Leben hatte einen Livarot durchlöchert, der durch diese Kerbe ein Volk von Maden gebar. Und hinter der Waage verströmte ein mit Anis gewürzter Géromé in seiner dünnen Schachtel eine solche Verpestung, daß rings um ihn Fliegen auf den graugeäderten roten Marmor gefallen waren.
(Übersetzung von Felix Loesch und Hans Balzer, erschienen bei Rütten & Loening, Berlin)

## Ausgaben
- Zola, Émile: Der Bauch von Paris, Leipzig, Hyperion, 1927 (übersetzt von Ernst Rutra).
- Zola, Émile: Der Bauch von Paris, Berlin, Maschler, 1929 (übersetzt von Armin Schwarz).
- Zola, Émile: Der Bauch von Paris, Berlin, Rütten und Loening, 1981 (übersetzt von Hans Balzer und Felix Loesch).
- Zola, Émile: Der Bauch von Paris, Bergisch Gladbach, Bastei-Lübbe, 2000 (übersetzt von Karin Meddekis).